# Филип Петен
Анри Филип Бенони Омер Петен (на френски: Henri Philippe Benoni Omer Pétain) е френски офицер – дивизионен генерал и маршал, политик – министър на отбраната и министър без портфейл, държавник – държавен глава на Френската държава. Член на Френската академия (от 1929 до 1945 г., изключен).
В Бретан, служи като офицер във френските въоръжени сили, преподава във Висшето военно училище в Париж. През Първата световна война е командир на пехотна бригада, от май 1915 г. е командващ Втора френска армия. Известен е с успешната си Битка при Вердюн през 1916 г. Заместник-председател на Висшия военен съвет (1920 – 1931), военен министър на Франция (1934), маршал.
След окупирането на Франция от Нацистка Германия започва да сътрудничи на германците – установява колаборационисткия режим на Виши чрез т.нар. Френска държава като неин държавен глава през периода 1940 – 1944 г. Осъден е на смърт след края на войната. По-късно присъдата е заменена с доживотен затвор.

## Биография
Петен е роден на 24 април 1856 г. в земеделско семейство в Коши а ла Тур, Па дьо Кале. Посещава местното селско училище и религиозно средно училище. След това е приет във Военното училище Сен Сир, което завършва през 1878 г. Като млад втори лейтенант в алпийски полк той започва да разбира обикновения войник. Изключителната популярност, която по-късно получава по време на Първата световна война, вероятно се корени именно оттам.
Напредъкът му до избухването на войната е бавен, защото като професор във Военния колеж той излага тактически теории, които са различни от тези, поддържани от върховното командване. Към започването на войната през 1914 г., когато е на 58 години, той най-накрая е повишен в генерал. Докато командването поддържа офанзивните тактики на всяка цена, Петен вярва, че понякога е нужна добре организирана защита и че преди да атакува командирът трябва да е сигурен в превъзходството на силите си.
След като успешно командва бригада, корпус и армия, през 1916 г. Петен е назначен с възпирането на германската атака срещу крепостта Вердюн. Макар ситуацията да е на практика безнадеждна, той майсторски организира фронта и логистичните системи, използва умело с артилерията и успява да вдъхнови войската си героизъм. Той става герой в страната си и когато избухват сериозни бунтове сред редиците на френската армия след считаните за неуместни офанзиви на генерал Робер Нивел, Петен е назначен за негов наследник като началник-щаб на армията.
Той възстановява дисциплината с минимални репресии, като лично обяснява намеренията си на войниците и подобрява жизнените им условия. Под неговия надзор френските армии участват в победоносната офанзива от 1918 г., предвождана от маршал Фердинанд Фош, който е главнокомандващ на съюзническите армии по това време. През ноември 1918 г. Петен е повишен в маршал на Франция и е назначен за вицепрезидент на Върховния военен съвет и генерален инспектор на армията. В качеството си на такъв, взема участие в Рифската война.
След като Третият райх напада Франция в хода на Втората световна война през май 1940 г., Пол Рейно, който по това време оглавява на правителството, назначава Петен за вицепремиер, а на 16 юни Петен е натоварен със задачата да образува ново министерство. Виждайки че френската армия е напълно разгромена, героят от Вердюн поисква примирие. След свикване на Камарата на депутатите и Сената във Виши, на Петен е предоставена власт като държавен глава от президента Албер Льобрън в Бордо.
Германската армия вече е окупирала две трети от страната. Петен вярва, че може да поправки пораженията от нахлуването и да договори освобождаването на много френски военнопленници като просто сътрудничи с германците. В южната част на Франция, оставена свободна според договора за примирие, той установява режим под мотото „Работа, семейство и отечество“. С реакционните си темперамент и образование, той позволява на правителството си да прокара закон, който разпуска всички масонски ложи в страната и забранява на евреите да работят определени професии.
Той е критикуван за политиката на тясно френско-германско сътрудничество от вицепремиера си Пиер Лавал, който освобождава от длъжност през декември 1940 г., заменяйки го с адмирал Франсоа Дарлан. След това Петен се опитва да води външна политика на неутралитет и отлагане. Той тайно изпраща пратеник в Лондон и се среща с испанския диктатор Франсиско Франко, когото умолява да откаже свободен достъп на Хитлер до Северна Африка. Поддържа добри отношенията с адмирал Уилям Лихи, американския посланик във Вишистка Франция до 1942 г.
Когато през април 1942 г. германците принуждават Петен да върне Лавал обратно на служба, самият Петен се оттегля в чисто номинална роля. Все пак, той се колебае дали да подаде оставка, тъй като е убеден, че ако постъпи така, Хитлер директно ще подчини цяла Франция под германска власт. След като съюзниците правят десант в Северна Африка през ноември 1942 г., Петен тайно нарежда на адмирал Дарлан, по това време в Алжир, да слее френските войски в Африка с тези на останалите съюзници. Независимо от това, Петен вече се е превърнал в марионетка на немската военна администрация. Междувременно, той публикува официално съобщение, критикуващо десанта. Двойната му игра, обаче, му изиграва лоша шега.
През август 1944 г., след освобождението на Париж, Петен изпраща пратеник, който да уреди мирното прехвърляне на властта. Генерал Шарл дьо Гол отказва да приеме пратеника. В края на август германците прехвърлят Петен от Вишистка Франция в Германия. След края на войната в Европа, Петен е осъден на смърт през август 1945 г. за действията си след 1940 г. Присъдата му веднага е заменена с доживотен затвор. Той излежава присъдата си в крепост на остров Ил д'Йо близо до атлантическия бряг на Франция, където умира на 23 юли 1951 г., на 95-годишна възраст. Погребан е в близкото градче на острова Пор Жоанвил. Името му във Франция се превръща в символ на предателство. Противоречивата му личност става причина гробът му често да е обект на вандализми.

## Галерия
- Петен като млад офицер, края на 19 век.
- Петен през 1918 г.
- Петен, ок. 1930 г.
- Филип Петен се среща с Хитлер в Монтоар сюр льо Лоар, 24 октомври 1940 г.
- Петен по време на съдебния процес срещу него, 30 юли 1945 г.